# 腹式呼吸

人體橫膈膜的呼吸動畫，綠色部分為橫膈膜

腹式呼吸（英語：Diaphragmatic breathing）又稱膈式呼吸，台灣也稱為「腹式呼吸法、橫膈膜呼吸法」，俗稱深呼吸，是一種通過收縮橫膈膜、以近水平狀態收縮在胸腔以及腹腔之間的肌肉的呼吸方法。方法是將空氣吸入肺部、胸部不上升，並膨脹腹部。

## 說明
深呼吸練習有時會被用為放鬆的一種形式，如果定期進行深呼吸練習，可能會緩解或預防通常與壓力有關的症狀，包括高血壓、頭痛、胃病、抑鬱、焦慮等 。
- 美國國家替代醫學研究中心 (NCCIH)（英语：National Center for Complementary and Integrative Health）對深呼吸的說法：緩慢而深層的通過鼻子吸入空氣，數到10，然後緩慢而完全地呼氣。該過程可以重複5到10次，每天幾次。[4]

- 德克薩斯大學心理諮詢和心理健康中心的研究：「腹式呼吸法可以使人正常呼吸，同時使進入血液的氧氣量最大化。這是一種中斷『戰鬥或逃跑』反應並觸發人體正常放鬆的方式。」

## 呼吸放鬆養生的技巧與生理
許多呼吸放鬆養生的方法與技巧均用到腹式呼吸，其原則是“深吸氣、長呼氣”：以鼻吸氣用口呼氣、降低呼吸頻率、提升吸氣深度、改胸式呼吸為腹式呼吸、拉長呼氣時間。其生理效應是吸氣可抑制迷走神經，呼氣則刺激迷走神經；當拉長呼氣時間時，持續刺激迷走神經，可降血壓、減心速、鬆情緒。

## 替代醫學
一些從事補充醫學和替代醫學的業者通常認為，腹式呼吸可用於帶來健康益處。

## 與音樂的關係
腹式呼吸也被認為是保持最佳歌唱效果中不可或缺的；也使管樂器演奏者能夠最大程度地吸收空氣，從而使演奏者所需的呼吸次數降到最低。